# 雷奥 (法属波利尼西亚)
雷奥（Reao）是法国海外集体法屬玻里尼西亞土阿莫土-甘比尔群岛行政区的一个市镇，领土涵盖同名环礁及普卡魯阿環礁。

## 地理
雷奥（18°28'26"S, 136°26'48"W）面积9 平方千米，位于法国海外集体法屬玻里尼西亞土亞莫土群島。
由于雷奥领土为海洋中的环礁，故不与任何市镇接壤。

## 行政
雷奥的邮政编码为98779、98780，INSEE市镇编码为98742。

## 政治
雷奥的现任市长为马塔蒂尼·勒努瓦（Matatini Lenoir）先生，任期为2020-2026年。

## 人口
雷奥于2022年时的人口数量为513人。